# 알랭 미뭉
알랭 미뭉(프랑스어: Alain Mimoun, 1921년 1월 1일 ~ 2013년 6월 27일)은 프랑스의 장거리달리기 선수로 4개의 올림픽 메달(금메달 1개와 은메달)을 획득하였다.
"알리 미문 울드 카차"라는 본명으로 알제리에서 태어난 미뭉은 제2차 세계 대전이 일어나자 프랑스 육군에 징병되어 프랑스, 북아프리카, 이탈리아와 1944년 남프랑스의 침입에서 싸웠다.
전쟁에 불구하고 그는 달리기를 하는 데 얻을 수 있게 되고 해방 후, 파리에 있는 프랑스 레이싱 클럽에서 웨이터로 일하였다.
1947년 자신의 첫 29개의 국내 타이틀을 우승한 후, 미뭉은 1948년 런던 올림픽에 처음으로 나가 체코슬로바키아의 "인간 기관차" 에밀 자토페크에 밀려 10,000m 은메달을 땄다.
자토페크는 1950년 유럽 선수권(5,000m와 10,000m)과 1952년 헬싱키 올림픽(다시 5,000m와 10,000m)에서 미뭉을 앞서 1위를 하였다.
국제 크로스컨트리 선수권 대회에서 자토페크는 나가지 않았고, 미뭉은 4회의 우승(1949년, 1952년, 1954년, 1956년)을 하고 두번이나 2위를 하였다.
그러나 미뭉의 영광을 위한 최후의 순간이 다가왔다. 자신의 마라톤 데뷔를 한 그는 멜버른 올림픽에서 올림픽 경주를 지배하고, 시작으로부터 선두로 달려 2시간 25분의 기록을 세우면서 1분 32초 차이로 우승하였다. 자토페크는 6위를 하였다.
미뭉은 1960년 로마 올림픽에 한번 더 나가 마라톤 34위를 하였다.
앞서 말한 상들에 앞서 그는 지중해 경기에서 4개의 금메달을 따내기도 하였다.
그의 마지막 국내 마라톤 타이틀은 1966년에 오고 6번째 타이틀을 우승하여 기록은 깨지지 않은 채 남아있다.
92세의 나이로 생망데에서 사망하였다.